# Коваленко, Александр Петрович
Алекса́ндр Петро́вич Ковале́нко (арм. Ալեքսանդր Պյոտրի Կովալենկո; 9 августа 1943, Полевской, Свердловская область — 1 апреля 2002, Ереван) — советский футболист. Выступал на позиции защитника за ФК «Арарат». Чемпион и обладатель Кубка СССР 1973 года. Мастер спорта СССР.

## Биография
Воспитанник игрока ереванского «Спартака» Каджайра Поладяна.
Уже в ранней молодости нашёл место в основном составе клуба. Получил в качестве эстафеты майку № 4 в прощальном матче Манука Семерджяна. Играл в защите и в средней линии. Был капитаном команды, завоевавшей звание победителя во второй группе класса «А» 1965 года.
В высшей лиге чемпионата СССР провёл 281 игру, забил 19 голов. В еврокубках сыграл 4 матча.

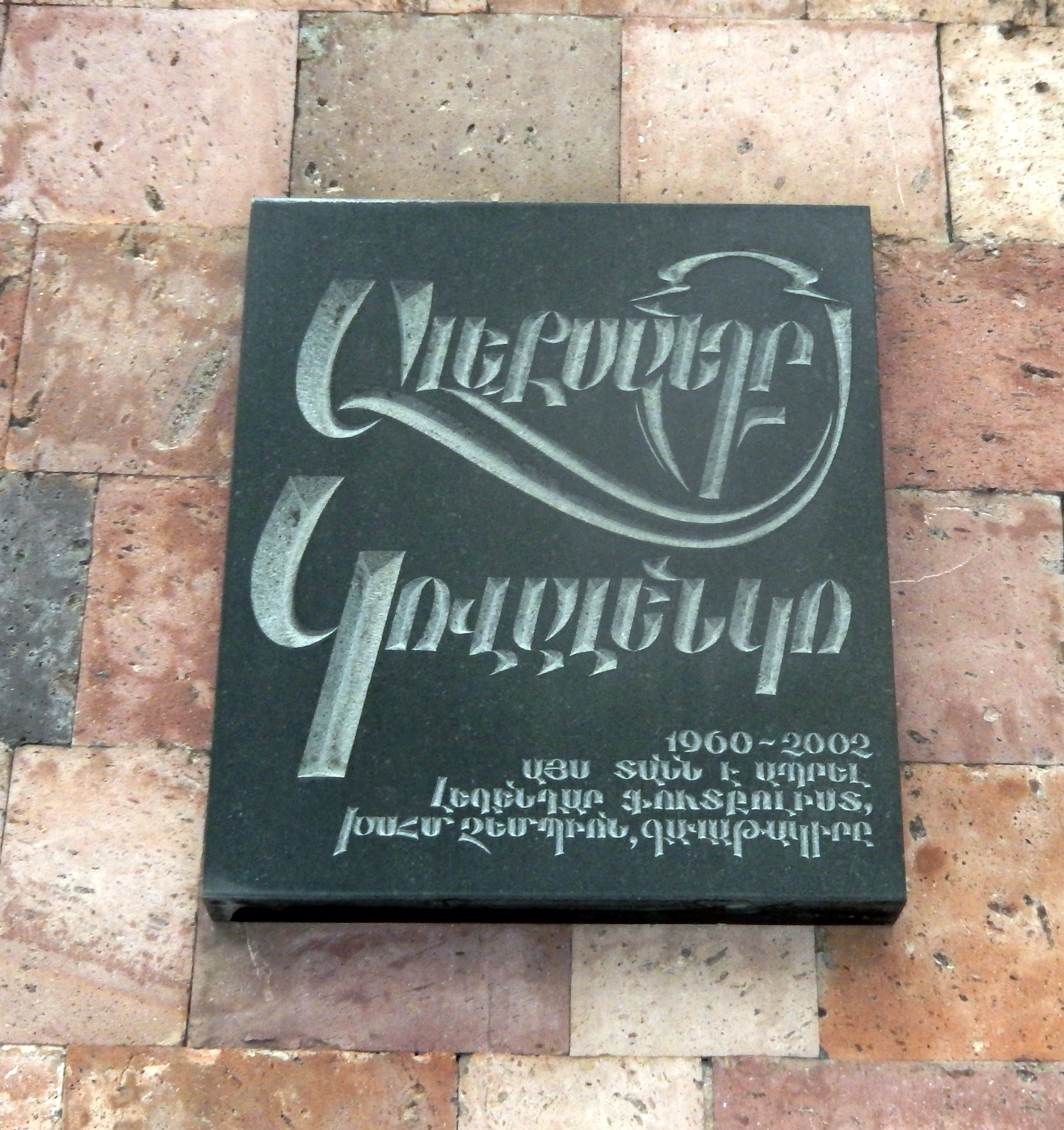
Мемориальная доска Коваленко в Ереване, проспект Комитаса, 61

Автор первого гола на стадионе «Раздан» — 19 мая 1971 года в матче с «Кайратом» (матч открытия стадиона) на 58-й минуте.
Привлекался в юношескую и молодёжную сборные СССР. 25 июля 1969 года сыграл единственную игру (вышел на замену на 46 минуте) за олимпийскую сборную СССР в товарищеском матче против олимпийской сборной Польши (0:4).
Скончался в 2002 году на 59-м году жизни от остановки сердца.

## Личная жизнь
Внук Александр Коваленко — также футболист.

## Достижения
Командные
- Чемпион СССР: 1973[6]
- Серебряный призёр чемпионата СССР: 1971
- Обладатель Кубка СССР: 1973, 1975

Личные
- В списках 33 лучших футболистов сезона в СССР (2): № 3 — 1971, 1973